# Gangjin
Gangjin (kor. 강진군, Gangjin-gun) – powiat należący do prowincji Jeolla Południowa w Korei Południowej. Powiat założono w 1895, słynie z  tradycyjnego koreańskiego celadonu oraz jest miejscem urodzenia koreańskiego poety Yeongrang Kim Yun-sik. Znajduje się tu część parku narodowego Wolchulsan, z górą Wolchulsan. Do symboli powiatu należą:
- kamelia.
- miłorząb dwuklapowy,
- sroka.